# Now (Wilfred)
«Now» (en español «Ahora») es el quinto episodio perteneciente a la segunda temporada de la serie de televisión cómica Wilfred. Fue estrenado el 19 de julio de 2012 en Estados Unidos y el 2 de diciembre de 2012 en Latinoamérica ambos por FX. En el episodio luego de un acontecimiento traumático, nacen problemas imprevistos entre Wilfred y Ryan.

## Cita del comienzo
"Estar aquí ahora."
Ram Dass

## Argumento
Por la mañana Kevin le promete a Ryan conseguirle una cita con un inversionista muy importante. Más tarde durante un paseo, Wilfred platica con Ryan, él recibe un mensaje en el cual el inversionista planeo una cita con él. Wilfred afirma que él no vive ahora, en el presente y dice que quiere que viva feliz el poco tiempo que le queda, Ryan queda sorprendido, entonces Wilfred dice que él pudo oler un tumor en su cerebro mientras dormía, saca una pistola y apunta a la cabeza de Ryan diciendo que no puede vivir viéndolo sufrir, Ryan suplica por que no le dispare, llegando a un momento grande de desesperación Wilfred aleja la pistola y de esa manera demuestra que así tiene que vivir: estando en el presente. Tranquilizándose un poco, dos delincuentes llegan con Ryan y Wilfred pidiéndole la cartera, Ryan al principio piensa que sólo es parte de un plan de Wilfred, sin embargo, cuando apuntan a Wilfred en la cabeza les da su cartera. Ryan enojado reclama a Wilfred, él asustado afirma haber perdido el sentido del olfato. En la entrevista con el inversionista (el cual se llama Warner), Ryan y Kevin tratan de convencerlo pero debido al teléfono celular que tiene no les presta atención pero aun así les muestra el folleto y afirma que pensará si lo contrata, mientras Ryan puede ver como Wilfred piensa en voz alta, lo ve tan concentrado en tales pensamientos que no se percata de que hay ardillas muy cerca de él. Tiempo después, Ryan feliz se dirige a decirle a Wilfred que Warner lo quiere en el sitio de un nuevo proyecto, pero encuentra a un Wilfred "filósofo", pues pasó la mayoría del tiempo leyendo libros. Wilfred al haber leído el libro se da cuenta de que planean hacer un centro comercial en un terreno baldío donde viven perros callejeros. Ryan decide no tomar en cuenta las palabras de Wilfred y se dirige a la junta, sin embargo, Wilfred comienza a gritar con el fin de evitar que construyan ahí. Warner le confirma a Ryan que está contratado y Wilfred se enfurece más. Al día siguiente Ryan encuentra a Wilfred decepcionado por no haber logrado nada, Ryan se apura para llegar a firmar el contrato y Wilfred decide quedarse en casa. En un yate esperando a Warner, a Kevin le llega un mensaje de su hijo, el cual se había hecho un Pirsin él mismo, Ryan le dice que él puede explicarle todo a Warner, Kevin dice que no lo acompañará al hospital diciendo que prefiere estar ahí para firmar el contrato, Ryan llama a Wilfred y por el buzón de voz Wilfred se despide de Ryan. Rápidamente Ryan se dirige a la casa y encuentra a Wilfred en el balcón del segundo piso con apariencia como de emo y con una correa en el cuello, Ryan deduce que él hace todo eso por una casa de 9.000 dólares y se marcha, pero recuerda que Wilfred odia las correas y al regresar ve cómo Wilfred se lanza para así poder ahorcarse. Cuando logra desatarlo lo reanima con respiración boca a boca, al reaccionar se da cuenta de que su sentido del olfato volvió. Ryan promete comprarle la casa.

## Recepción

### Audiencia
"Now" fue visto por 1.33 millones de televidentes en su estreno original por FX en Estados Unidos, generando 0.7 en el grupo demográfico 18-49

### Recepción crítica
Max Nicholson de IGN comentó: "La narrativa general para el episodio no fue tan fuerte como la de los otros episodios de la temporada, pero sin duda, una interesante forma de cambiar las cosas para Wilfred. Sin embargo, la falta general de personajes auxiliares hizo este episodio sentirse un poco vacío.Eso no quiere decir que un episodio con sólo Ryan y Wilfred no puede ser bueno, pero la ausencia de personajes como Jenna, Kristen y Amanda esta semana dejó una impresión hueca general para el episodio."
Megan Farokhamesh  de Paste Magazine publicó: "El problema con "Now" es que carece de toda sustancia real. Está plagado de una trama sorda que hace unos normales y agradables 20 minutos  se sientan tres veces más largo. Claro, los chistes continúan rodando, pero no son suficientes para mantener el episodio juntos. Las revelaciones de Wilfred son buen humor, pero el espectáculo pueden hacer-y lo ha hecho-mejor. Las risas reales no llegan hasta los últimos cinco minutos del episodio, cuando Wilfred pone un peinado al estilo emo y la actitud malhumorada para el final dramático. Hay muy un escaso desarrollo para ser encontrado, y "Now" se siente insignificante en el esquema de las cosas. Es un episodio que se siente como si se puede ser omitir por completo. Y es posible que desee hacer precisamente eso."
Rowan Kaiser  de The A.V Club dio al episodio una "C" diciendo: ""Now" es un episodio que, con algunos retoques, podría haber transmitido fácilmente en la crisis de la primera temporada. Tal vez incluso fue escrito para entonces, a continuación, topamos de nuevo a esta temporada con algunos cambios de diálogo."